# Paul Bonnefont
Paul Bonnefont (ur. 14 października 1902, zm. 2 sierpnia 1966) – francuski zapaśnik walczący w obu stylach. Olimpijczyk z Paryża 1924, gdzie zajął dwunaste miejsce w wadze półciężkiej.
Srebrny medalista mistrzostw Europy w 1929 roku.

## Letnie Igrzyska Olimpijskie 1924
| Konkurencja            | Rundy eliminacyjne    | Rundy eliminacyjne | Klas. końcowa |
| Konkurencja            | Przeciwnik I          | Przeciwnik II      | Miejsce       |
| ---------------------- | --------------------- | ------------------ | ------------- |
| 82,5 kg styl klasyczny | István Dömény (HUN) P | Rudolf Loo (EST) P | 12.           |